# Ne zaboravi me (1996.)
Ne zaboravi me je hrvatski film redatelja Jakova Sedlara, snimljen prema scenariju kojeg je napisao Nino Škrabe prema svome djelu, izvorno napisanom za kazališnu pozornicu, Plavi Božić.

Žanrovski je film mješovit, a ima i svojih osebujnih elemenata.
Film je sniman na lokacijama u Zagrebu, Jastrebarskom i okolici.

## Radnja
Film govori o prijateljima koji, nakon što se sretnu nakon dugo godina, prisjećaju se srednjoškolskih dana i s nostalgijom prepričavaju događaje. 

Po tom prisjećanju je i naziv filma "Ne zaboravi me"; pri tome valja navesti da drugi naslov filma, Fergismajniht, je njemački naziv za cvijet spomenak.

## Nagrade
Zlatnu arenu na Pulskom filmskom festivalu za scenarij (Nino Škrabe) i zvuk (Mladen Pervan).

## Zanimljivosti
Zanimljivost ovog filma je što je pored poznatih filmskih imena u sporednijim ulogama (Ena Begović, Senka Bulić, Boris Buzančić, Đuro Utješanović), okupio i neka poznate nefilmska imena, kao što su karataški prvak Enver Idrizi i balerina Almira Osmanović.
Osebujnost ovog filma je što se taknuo nekih tema, inače zapuštenih u hrvatskom filmskom stvarateljstvu: Zagreba kao stjecište Hrvata iz svih krajeva, zatim same bačke Hrvate te one Srbe iz Hrvatske koji su živjeli u velikim hrvatskim gradovima, a pred raspad SFRJ su otišli iz gradova u kojima su dotad živjeli, pri čemu ih se ne prikazuje u negativnom kontekstu (što je dotad uglavnom bio slučaj u hrvatskom filmu 1990-ih), niti ih se idealizira, nego su jednostavno obični ljudi.

## Vanjske poveznice
- Gradsko kazalište Jastrebarsko  Arhivirana inačica izvorne stranice od 26. srpnja 2007. (Wayback Machine) Dramska družina Tomo Mikloušić, "Fergismajniht"